# Přerušovaný půst
Přerušovaný půst (také přerušované omezování energie) je zastřešujícím výrazem pro různé harmonogramy načasování jídla, které cyklují mezi dobrovolným půstem (nebo sníženým příjmem kalorií) a nepůstem během daného období.
Tři metody přerušovaného hladovění jsou střídavý denní půst, pravidelný půst a denní časově omezený příjem potravy. Přerušovaný půst může být podobný dietě s kalorickými omezeními a byl zkoumán v 21. století jako postup k možnému snížení rizika onemocnění souvisejících se stravou, jako je metabolický syndrom. Přerušovaný půst byl však kritizován jako výstřelek.
Věda zpochybňuje přerušovaný půst. American Heart Association (AHA) uvádí, že nejsou dostatečné důkazy na to, podporovat přerušovaný půst jako zdravý. Americký národní institut pro stárnutí uvádí, že neexistují dostatečné důkazy, které by doporučovaly přerušovaný půst, a doporučuje, aby se s poskytovatelem zdravotní péče hovořilo o výhodách a rizicích před provedením jakýchkoli významných změn stravovacího vzorce. Review z roku 2019 dospěla k závěru, že přerušovaný půst může pomoci při obezitě, inzulínové rezistenci, dyslipidemii, hypertenzi a zánětu. Roku 2021 velká studie došla k závěru, že dochází ke snížení hmotnosti. Roku 2022 byla publikovaná studie, při které rok probíhal kontrolovaný experiment u obézních s výsledkem, že při časově omezovaném příjmu potravy bez rozdílu příjmu kalorií k poklesu hmotnosti nedošlo. Přerušovaný půst nepomáhá atletické výkonnosti. Přerušovaný půst může mít vliv na imunitní systém.

## Druhy přerušovaného půstu
Posty se dají vykonávat v různých schématech, mezi nejčastější patří tyto:
- 16/8 (16 hodin půstu, 8 hodin okno pro příjem kalorií)
- 20/4 (20 hodin půstu, 4 hodiny okno pro příjem kalorií)
- OMAD (one meal a day, jedno jídlo denně)

Studie ale ukazuje, že je třeba nejíst 3 dny, aby se účinek dostavil. Půst během části dne je nedostatečný.

## Hubnutí
Existují omezené důkazy o tom, že přerušovaný půst způsobuje úbytek hmotnosti srovnatelný s kalorickou dietou. Většina studií o přerušovaném hladovění u lidí zaznamenala úbytek hmotnosti, který se pohyboval od 2,5 % do 9,9 %. Obecně se tento způsob těší oblibě, jelikož při tomto stravování dochází ke snížení apetitu, častějšímu soustředění na kvalitní potraviny a mnohdy člověka navádí ke zdravějšímu životnímu stylu.